# Guerre du comte

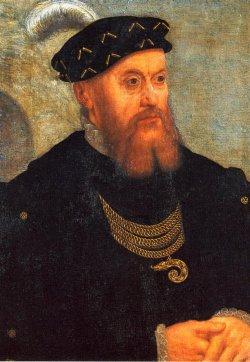
Christian III de Danemark.

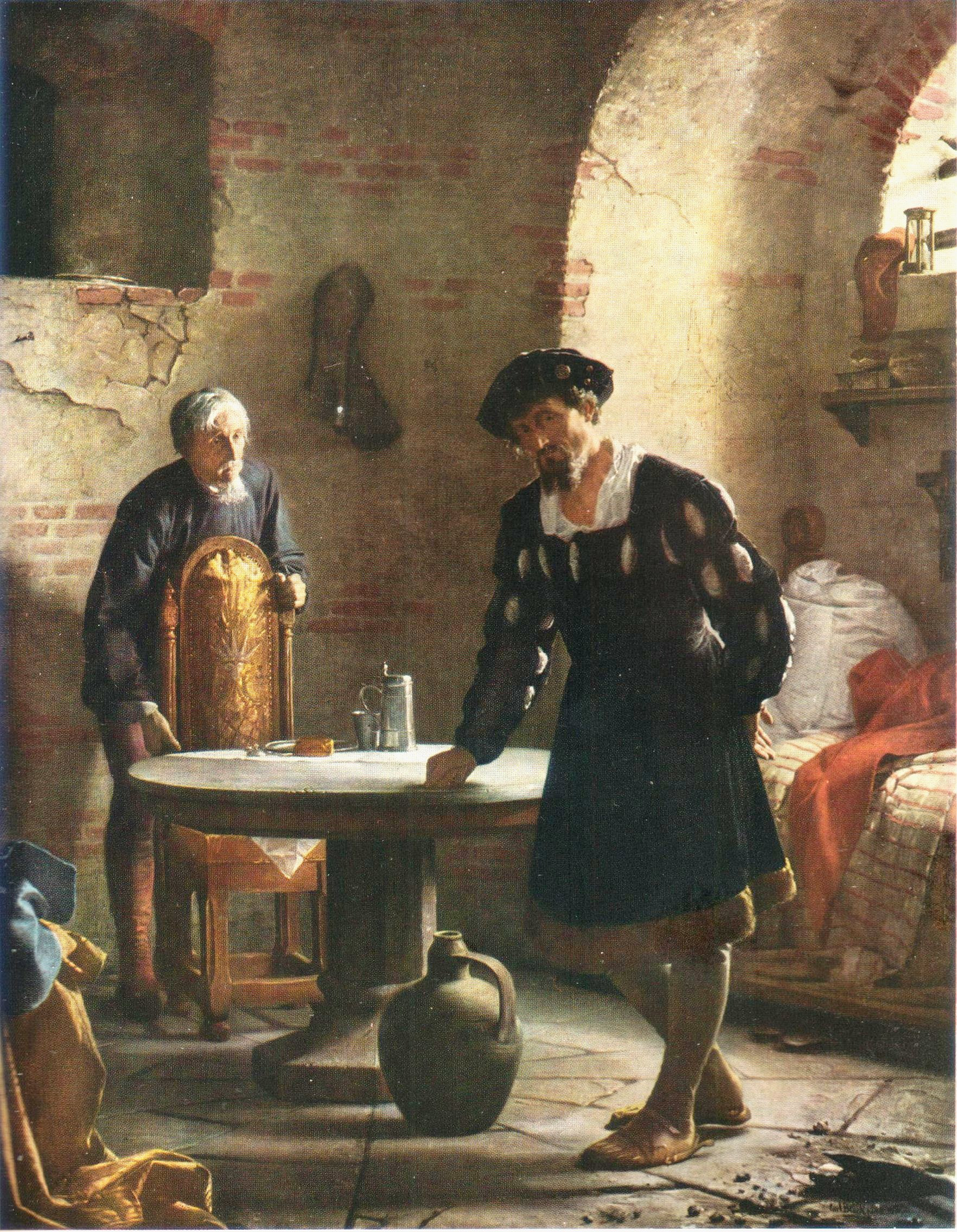
Christian II en résidence surveillée à Sønderborg.

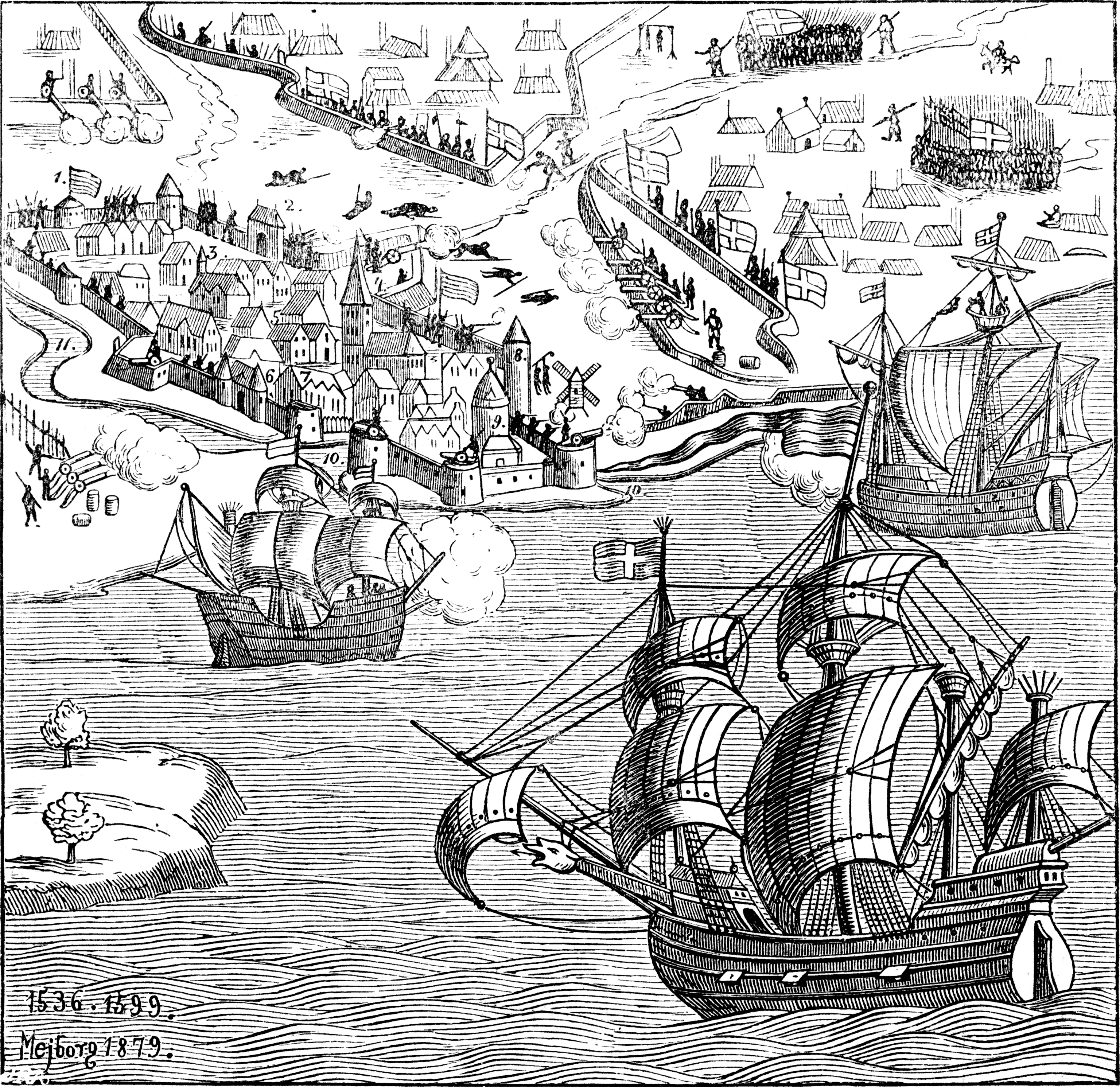
Le siège de Copenhague (1535-1536).

La guerre du comte (en danois : Grevens Fejde), dénommée également « la querelle du comte », fut une guerre civile qui a fait rage au Danemark en 1534 et 1536 durant la Réforme protestante entre le comte Christophe d'Oldenbourg et le roi Christian III de Danemark. 

## Histoire
Après la mort de Frédéric Ier de Danemark en 1533, la noblesse danoise du Jutland proclama son fils, Christian III de Danemark, souverain. Celui-ci dut d'abord s'imposer face aux partisans de Christian II et aux Lübeckois et prit donc une part active à la guerre du comte ou « Grevens Fejde » de 1534 à 1536.
Le comte Christophe d'Oldenbourg refusa cette décision et organisa un soulèvement contre le nouveau roi et demanda la liberté pour l'ancien roi Christian II de Danemark vivant en résidence surveillée dans le château de Sønderborg. 
Soutenues par la ville de Lübeck, les troupes du comté d'Oldenbourg et du comté de Mecklembourg remportèrent plusieurs victoires au début du conflit. Mais des querelles voient le jour entre Christophe d'Oldenbourg et son allié  Albert VII de Mecklembourg-Güstrow. La brouille prend de l'ampleur et le roi du Danemark Christian III en profite pour reconquérir les territoires perdus. Une armée de nobles sous la direction de Niels Brock et d'Holger Rosenkrantz a été battue lors de la bataille de Svenstrup le 16 octobre 1534. Le roi Christian III, dans l'intervalle, en position de force, impose un traité de paix avec Lübeck, ce qui lui permet de déplacer ses troupes vers les territoires perdus et envoyer d'importants renforts contre les rebelles. Le roi du Danemark avance et prend le château de Søborg, domaine appartenant au comte Christophe d'Oldenbourg. Le 11 juin 1535, les troupes protestantes du comte d'Oldenbourg ont combattu lors de la bataille de Øksnebjerg, durant laquelle le reste de l'armée du comte Christophe a été vaincue de manière décisive. Les villes de Copenhague et Malmö, cependant, ont été en mesure de tenir jusqu'en 1536, quand elles ont été contraintes de capituler après un siège de plusieurs mois. Finalement Christophe d'Oldenbourg capitula et s'en retourna dans son comté d'Oldenbourg en Allemagne.

## Conséquences
Au lendemain de la guerre du comte, les nobles du Danemark se sont regroupés afin de surmonter les déchirements de la manière habituelle, à savoir par le biais inter-mariage. 
En revanche, les conséquences de l'insurrection paysanne coûtèrent cher aux populations rurales. Beaucoup de paysans ont été contraints d'acheter leur vie avec de grands cadeaux destinés à la fois au roi et aux nobles. En outre, les conditions de vie des paysans, qui avaient abouti au soulèvement de la Guerre du comte, ont été  pires. Comme la noblesse était victorieuse, elle fit bloc contre la masse paysanne. En outre, le régime politique du roi Christian III, inauguré par cette guerre, voit la montée de l'absolutisme royal au Danemark, et, avec elle, une plus grande répression des classes paysannes.
Une autre conséquence importante pas suffisamment appréciée par les Danois à l'époque fut l'introduction d'une armée suédoise en Scanie. Bien que dans ce cas, les Suédois sont venus à l'invitation d'un roi danois afin d'aider à contenir ses sujets rebelles. Il y a eu un effet évident d'appétit suédois de gagner de nouveaux territoires sous son contrôle et finit par aboutir en une longue série de guerres subséquentes culminant avec la victoire suédoise finale et la conquête en 1658.